# طوطی انجیرخوار گونه‌سیاه
طوطی انجیرخوار گونه‌سیاه (نام علمی: Cyclopsitta melanogenia) گونه‌ای از طوطی‌های خانواده طوطیان سبز است که در جنوب گینه نو و جزیره آرو یافت می‌شود. زیستگاه طبیعی آن جنگل‌های دشت نمناک نیمه‌گرمسیری یا گرمسیری است.

## زیرگونه‌ها
سه زیرگونه شناخته‌شده از طوطی انجیرخوار گونه‌سیاه وجود دارد.
- C. g. melanogenia – روزنبرگ، 1866: همچنین به عنوان طوطی انجیرخوار گونه‌سیاه شناخته می‌شود.
- C. g. suavissima – Sclater، 1876
- C. g. fuscifrons – Salvadori، 1876